# Stanisław Szuyski (zm. 1688)
Stanisław Szuyski herbu Pogoń Ruska (zm. 12 kwietnia 1688 roku) – miecznik brzeskolitewski w latach 1674–1688.
W 1674 roku był elektorem Jana III Sobieskiego z województwa brzeskolitewskiego.